# Dasychira theata
Dasychira theata är en fjärilsart som beskrevs av Collenette 1960. Dasychira theata ingår i släktet Dasychira och familjen tofsspinnare. Inga underarter finns listade i Catalogue of Life.